# Конкордія (Антіокія)
Конкордія (ісп. Concordia) — місто та муніципалітет на заході Колумбії, на території департаменту Антіокія. Входить до складу субрегіону Південно-західна Антіокія.

## Історія
Поселення з якої пізніше виросло місто було засноване в 1830 році. Муніципалітет Конкордія був виділений в окрему адміністративну одиницю в 1848 році.

## Географія

Муніципалітет Конкордія

Місто розташоване в південно-західній частині департаменту, у гористій місцевості Кордильєра-Оксиденталь, на захід від річки Каука, на відстані приблизно 38 кілометрів на північний захід від Медельїна, адміністративного центру департаменту. Абсолютна висота — 1832 метрів над рівнем моря.
Муніципалітет Конкордія межує на півночі з муніципалітетом Бетулія, на заході — з муніципалітетами Бетулія, Уррао і Сальґар, на півдні — з муніципалітетом Сальгар, на сході — з муніципалітетами Тітірібі і Арменія, на південному сході — з муніципалітетом Венесія. Площа муніципалітету складає 231 км².

## Населення
За даними Національного адміністративного департаменту статистики Колумбії, сукупна чисельність населення міста та муніципалітету в 2012 році становила 20 922 чоловік.
Динаміка чисельності населення муніципалітету за роками:
| 2005   | 2006   | 2007   | 2008   | 2009   | 2010   | 2011   | 2012   |
| ------ | ------ | ------ | ------ | ------ | ------ | ------ | ------ |
| 21 420 | 21 332 | 21 263 | 21 206 | 21 144 | 21 068 | 20 998 | 20 922 |

Згідно з даними перепису 2005 року чоловіки становили 51,4 % від населення Конкордії, жінки — відповідно 48,6 %. У расовому відношенні білі і метиси становили 99,6 % від населення міста; негри, мулати і райсальці — 0,4 %.
Рівень грамотності серед всього населення становив 74,2 %.

## Економіка
Основу економіки Конкордії складає сільськогосподарське виробництво, найбільшу частку в якому, займають вирощування кави і тваринництво.
61,6 % від загального числа міських і муніципальних підприємств складають підприємства торговельної сфери, 22,6 % — підприємства сфери обслуговування, 14,7 % — промислові підприємства, 1,1 % — підприємства інших галузей економіки.